# سلحفاة مائية مصرية
سلحفاة مائية مصرية او ترسة النيل (بالإنجليزية: Nile softshell turtle) (باللاتينية: Trionyx triunguis)، تضم محموعة كبيرة من أنواع سلاحف الماء العذب، موطنها الأصلي في أفريقيا وتتواجد في بحيرة السد العالي في مصر وأيضًا في فلسطين التاريخية ولبنان وسوريا وتركيا.